# SMEMA
SMEMA ist eine internationale, gemeinnützigen Normungsorganisation und das Akronym für Surface Mount Equipment Manufacturers Association.
Im Jahr 1999 schlossen sich SMEMA und IPC zusammen und bilden seitdem das SMEMA Council of IPC.

## Herkunft
Die Standards der SMEMA beschreiben Begrifflichkeiten, Hardware- (z. B. Verdrahtung) und Software-Richtlinien (z. B. Datentypen und Formate) zur Kommunikation von Produktionsanlagen und -maschinen. Sie stammen ursprünglich aus dem Bereich der Oberflächenmontage und sind herstellerunabhängig. Diese vereinfachen den Datenaustausch zwischen Fertigungsanlagen unterschiedlicher Maschinenbauer.

## Erklärung
Bei SMEMA handelt es sich um eine „Vier-Draht-Kommunikation“. Dabei belegen die als Sender konfigurierte Maschine und die als Empfänger konfigurierte Maschine jeweils zwei Drähte. Der Sender schaltet auf einem Draht 24 Volt, wenn dieser ein „Board“ weiterleiten möchte (board available). Der Empfänger schaltet entsprechend einen (Relais-)Kontakt, wenn er bereit zum Empfang ist (machine ready). Der Sender empfängt somit sein eigenes 24-Volt-Signal, wenn die Empfängermaschine bereit ist. Der Empfänger sendet bei (machine ready) selbst ein 24-Volt-Signal zum Sender. Der Sender schaltet darauf entsprechend einen Kontakt. Bei beiden Maschinen sollten jetzt die Transporte starten. Sobald beim Sender das Board die Sensoren verlassen hat, wird der Sender seine eigene Relaiskontakte öffnen. Für den Empfänger bedeutet dies, das Board hat den Sender verlassen. Dies wird mittels eigener Sensoren nochmals geprüft. Sind beim Empfänger ebenfalls alle Bedingungen erfüllt, dann wird auch der Relaiskontakt zum Sender geöffnet. Für den Sender bedeutet dies, der Empfänger ist besetzt (machine busy), aber auch, dass das Board den Empfänger sicher erreicht hat.

## Inhalt
Das komplette Regelwerk umfasst sieben allgemeine Bände, welche sich wie folgt aufteilen:
- SMEMA 1 – Surface Mount Placement Equipment Characterization (SMEMA 1.1) and Mechanical Equipment Interface Standard (SMEMA 1.2)
- SMEMA 2 – Standard Recipe File Format Specification
- SMEMA 3 – Fiducial Mark Standard
- SMEMA 4 – Reflow Terms and Definitions
- SMEMA 5 – Screen Printing Terms and Definitions
- SMEMA 6 – Electronics Cleaning Terms and Definitions
- SMEMA 7 – Fluid Dispensing Terms and Definitions

Zudem kommen weitere, meist auf spezielle Anwendungen zugeschnittene Richtlinien oder Festsetzungen.

## Anwendung
Es werden Signale, die die Zustände der Anlagen wiedergeben, geschaltet und ausgewertet. Dazu zählen zum Beispiel das Verfügbarsein von einer neuen Leiterplatte (board available), die Bereitschaft eine neue Baugruppe anzunehmen (ready to receive) oder der Teilestatus eines Bauteils (PASS, FAIL etc.). Zusätzlich besteht die Möglichkeit, Daten mittels einer seriellen Schnittstelle zu übertragen (z. B. RS-232), welche häufig zur Übermittlung von Bauteil- und Platinengrößen zum Einsatz kommt.
Die Kommunikation erfolgt ausschließlich in einer festgelegten Reihenfolge. Jeder gesendeten Information muss eine passende Antwort folgen, bevor diese für gültig bzw. ausführbar deklariert wird. Auch das Zurücksetzen der Signale ist geregelt und wird überwacht.
SMEMA sieht keinen Austausch von sicherheitsrelevanten Signalen vor (z. B. Not-Aus). Werden solche benötigt, müssen diese separat übermittelt werden.
Die Spezifikationen besagen, dass sich die Platten von links nach rechts bewegen sollten, auch wenn derselbe Standard für den Leiterplattentransfer von rechts nach links gilt.

## Verkabelung und Stecker
Das SMEMA-Kommunikationskabel ist 14-polig. Die Schnittstelle an der Anlage wird immer als weibliche Steckverbindung ausgeführt. Somit besitzt das Verbindungskabel immer zwei männliche Steckverbinder. In der Grundkonfiguration werden nur die ersten vier Leitungen beschaltet sowie, bei Bedarf, der 14. Pin als Schirmung genutzt.
SMEMA verwendet zum Setzen der Signale potentialfreie Kontakte, welche die eingespeiste Fremdspannung der Vor- bzw. Nach-Zelle schalten.